# Letohrádek královny Anny
Letohrádek královny Anny (nazývaný též Belvedere, Belvedér, Belveder či Královský letohrádek, dříve též Matematický dům) je renesanční stavba na Pražském hradě v Královské zahradě. Je považován za jeden z nejčistších příkladů renesanční architektury mimo Itálii. Letohrádek v renesančním stylu dal vystavět v letech 1538–1565 Ferdinand I. jako součást v předchozích letech založené královské zahrady.

## Využití letohrádku

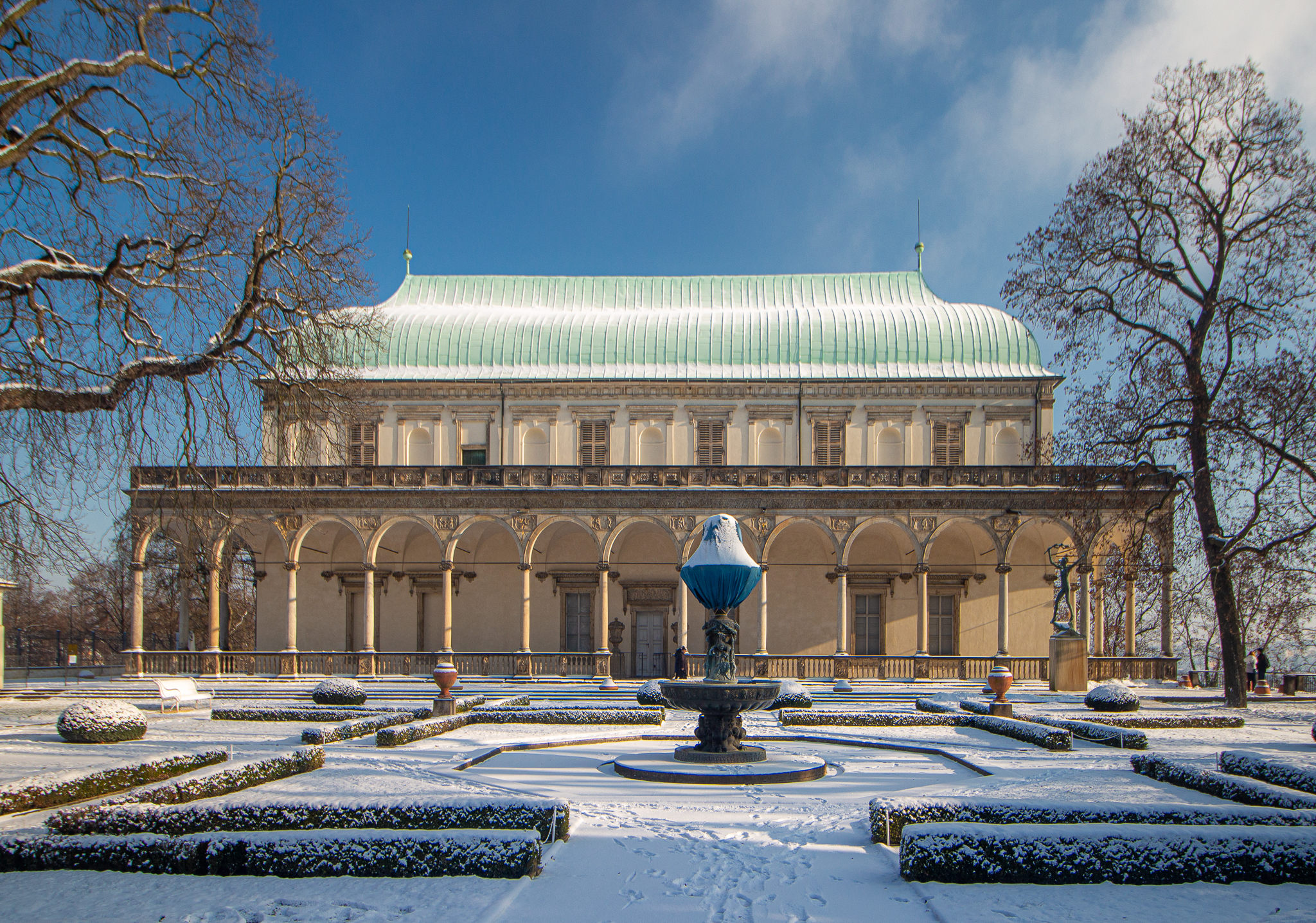
Letohrádek v zimním období

Letohrádek měl jednak „rekreační“ funkci, neboť mohl být jakožto integrální součást královské zahrady panovníkem užíván k dennímu odpočinku, případně k neformálnímu vykonávání některých panovnických „pracovních" povinností, obdobně mohl být užíván dalšími členy královské rodiny, případně některými významnými příslušníky královského dvora, a zároveň měl funkci reprezentační, ať už jako místo individuálních návštěv a prohlídek vznešených návštěvníků Hradu, nebo jako místo pro konání panovnických plesů a slavností. Kromě těchto praktických funkcí ovšem plnil i funkce ryze „demonstrační“, neboť pomocí níže popsané sochařské a klempířské (korouhve v podobě říšských orlů) výzdoby jednoznačně proklamoval a viditelně demonstroval habsburskou vládu nad zeměmi České koruny.
Roku 1558 se letohrádek stal velkolepou kulisou závěru třídenních oslav příjezdu Ferdinanda I. jako nového císaře Svaté říše římské.
Zmíněným funkcím odpovídá jak dvojice velkých sálů, přičemž větší horní sál je v dobových písemnostech přímo zmiňován jako místo tanečních zábav a zřejmě byl vybaven i tribunou pro hudebníky, tak dvojice dnes nedochovaných menších čtvercových sálů, které byly vytápěny krbem a pravděpodobně sloužily soukromým potřebám panovníka.
V době Rudolfa II. je doložené užití letohrádku pro část jeho umělecké sbírky a dále jako místo působení významného matematika a astronoma Tychona Brahe, který jej využíval jako observatoř.[zdroj?] Od té doby byla budova nazývána též Matematický dům.
Roku 1648 letohrádek poškodila švédská armáda. Po rozhodnutí císaře Josefa II. z roku 1782 byl letohrádek užíván císařským dělostřelectvem jako laboratoř, ve které se mj. vyráběl střelný prach. České zemské gubernium proti chátrání a nevhodnému využití stavby protestovalo a proto ve 30. letech 19. století armáda objekt opustila.

## Průběh výstavby
Přípravy na stavbu, například navážení stavebního materiálu, probíhaly už od přelomu let 1534 / 1535. Stavba sama započala v dubnu 1538 za účasti italského stavitele Giovanniho Spazia a italského kameníka a sochaře Paola della Stella. Posledně jmenovaný Ital svého krajana G. Spazzia jakožto provádějícího stavitele postupně vypudil, a na jeho místo prosadil Giovanniho Mariu Aostalliho, později (1551) se ujal vedení stavby sám Stella. Po Stellově smrti roku 1552 vedl stavbu jihoněmecký stavitel Hans Tirol.
Původně zřejmě pouze jako přízemní budova navržená a prováděná stavba, byla prakticky ihned po dokončení přestavěna Bonifácem Wohlmutem, mj. též stavitelem hradní míčovny. Wohlmut nově opatřil budovu prvním patrem a také dosti nezvykle tvarovanou střechou. V této podobě se exteriér letohrádku, až na níže popsané změny provedené v polovině 19. století, dochoval dodnes.
Dlouhou dobu výstavby měl na svědomí především požár Pražského hradu roku 1541, po němž pro naléhavější stavební úkoly práce na letohrádku téměř ustaly, v některých letech i nedostatek finančních prostředků, povolovaných panovníkovi zemským sněmem, a dále změna plánů kolem roku 1554. Důvodem pro tuto změnu, která spočívala v likvidaci už provedeného krovu, nástavbě nového prvního patra a novému vybudování krovu byla téměř určitě panovníkova nespokojenost s původně realizovanou podobou. Letohrádek, opatřený na vrcholu střechy dvojicí císařských orlů v podobě plechových korouhví a v ploše střechy malovaným českým dvouocasým lvem, byl totiž při pohledu od města málo výrazný a dominantní.

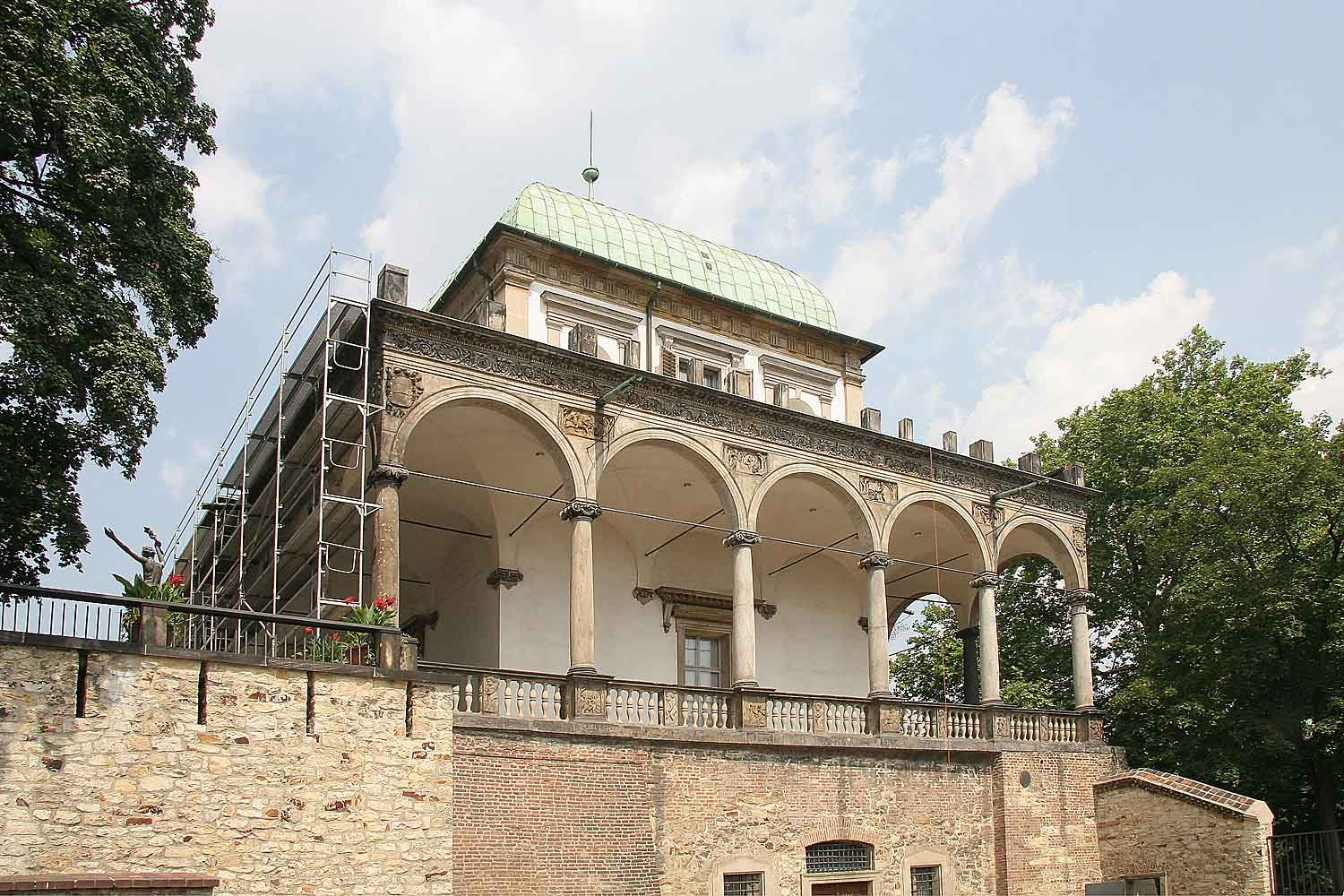
Pohled z východu z Jeleního příkopu

## Otázka architekta
Za autora celé architektonické koncepce letohrádku je zpravidla považován Paolo della Stella. Prameny doloženo je ovšem pouze to, že Stella vytvořil dřevěný model stavby. Stylový rozbor architektury letohrádku pak dokládá, že projektantem stavby nebyl školený architekt. Použité architektonické články totiž byly vybírány odlišně od tehdejší italské architektonické praxe, s velkým důrazem na maximální zdobnost a dekorativnost. Ačkoli tyto články velmi důsledně vycházejí z antických předloh, jedná se v rámci samotné antické architektonické produkce nikoli o běžné prvky, ale naopak o prvky velmi exkluzivní a nezvyklé, použité na několika málo konkrétních stavbách z období antického Říma. Zcela netypický je ostatně i použitý stavební typ s arkádou, nepřerušeně obíhající obdélné jádro stavby ze všech čtyř stran. Vedle Sochaře Stelly mohl být projektantem letohrádku také některý poučený laik, přičemž nelze vyloučit ani autorství samotného panovníka, který se o architekturu prokazatelně zajímal.
Za autora bezprostředně navazující přestavby bývá považován Bonifác Wohlmut, ovšem mohl jím být také vídeňský architekt a stavitel italského původu Pietro Ferabosco.

## Popis
| „                     | [1597] Zcela blízko ní [Zpívající fontány] je letohrádek; v jeho místnosti, kde se podivuhodně rozléhá i sebeslabší šepot, jsou k vidění velmi umně zhotovené sochy Venuše a Merkura, zvící nejvzrostlejších lidí, jaké lze potkat. V ostatních místnostech s dlaždicemi z hrubého mramoru jsou znamenité malované obrazy. | “ |
| — Jacques Esprinchard | |   |

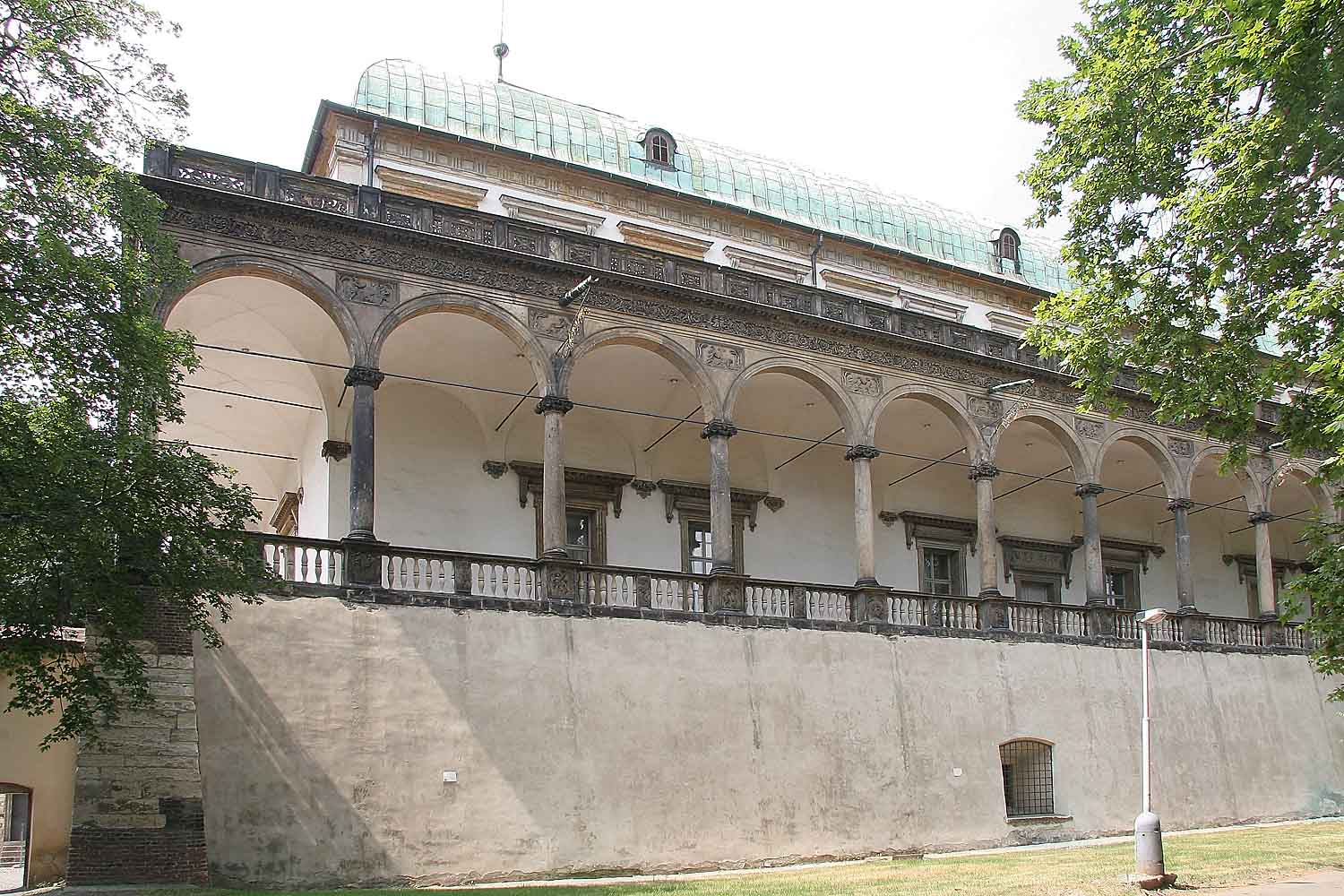
Pohled z jihu z přilehlého parku

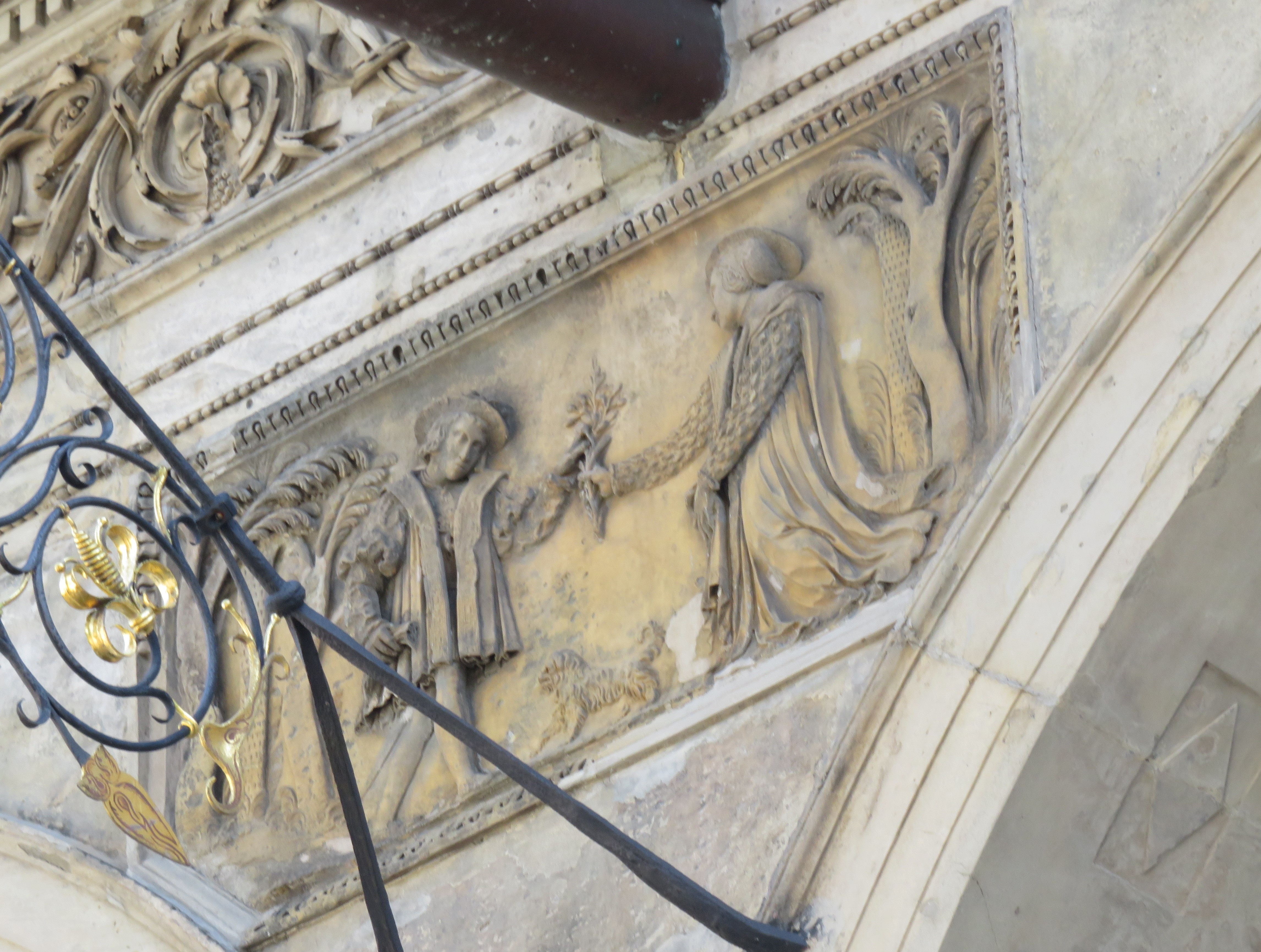
Král Ferdinand I. a královna Anna, reliéf ve cviklu

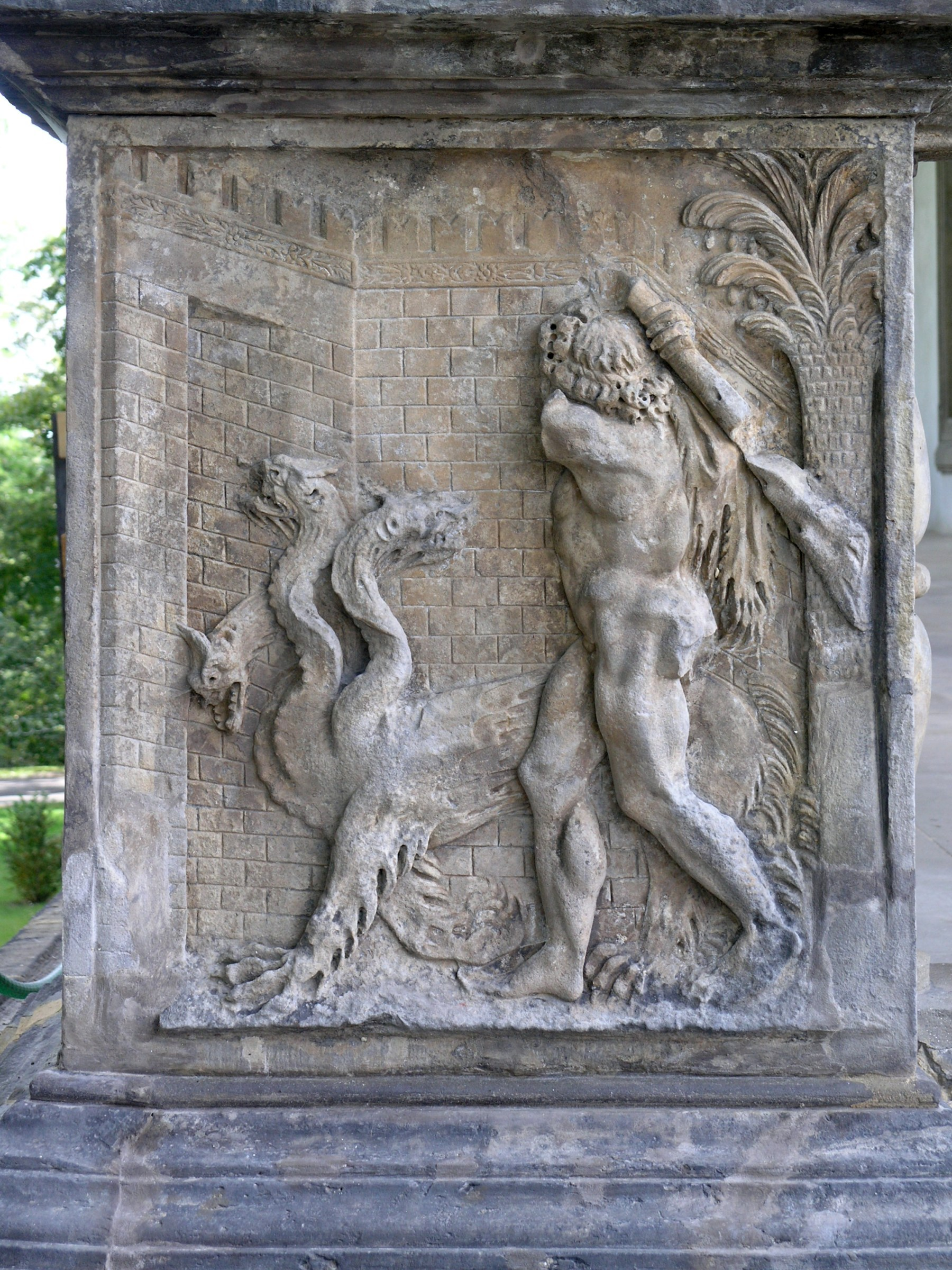
Héraklés v boji s laernskou hydrou, reliéf na podstavci sloupu

Architektonicky jde v podstatě o villu suburbanu, (v dobové literatuře „lusthaus“, česky dům rozkoše, přeneseně letohrádek), tedy stavbu, která byla součástí rozsáhlé zahrady a sloužila pro pořádání slavností, ale i k odpočinku a „rekreaci“. Nebyla uzpůsobena k obývání. Tato konkrétní villa byla součástí plánovitého budování královské zahrady, kterou dodnes na východní straně uzavírá.
Obdélné dvoupodlažní jádro budovy obíhá ze všech stran arkádový ochoz nesený jónskými sloupy. Ve cviklech této arkády jsou umístěny mytologické reliéfy. Reliéfní, zčásti ornamentální a zčásti figurální výzdoba se však nachází i na soklech sloupů a sloupků balustrády, vlysu římsy ochozu, je součástí supraport a suprafenester, oken a dveří v přízemí budovy i sochařsky pojatých patek klenby ochozu. Nad arkádou je umístěna rozlehlá terasa, přístupná z prvního patra budovy. Také balustráda této terasy je dosti neobvykle reliéfně zpracována. Patro letohrádku je překvapivě řešeno pomocí dórského řádu, takže je zde porušena řádová superpozice. Kromě okenních otvorů rytmizují stěnu prvního patra ještě volné niky. Krov stavby tvoří unikátní tesařská konstrukce, připomínající svým tvarem obrácený trup lodi.
V parku před letohrádkem je umístěna známá Zpívající fontána, kterou odlil v roce 1568 z bronzu brněnský kovolijec Tomáš Jaroš, podle návrhu italského umělce Francesca Terzia.
Jedná se o jednu z prvních čistě renesančních staveb na území Čech a Moravy. Ve své době byla tato stavba svou koncepcí obdélné budovy opatřené ze všech stranách arkádovým ochozem novinkou i v samotné Itálii. Zároveň jde o jednu z prvních, ne-li vůbec první villu suburbanu v zaalpské Evropě.
| „                 | [1603] U zahrady je spanilý palác, kam se císař někdy chodí rozptýlit, a v něm je několik bronzových soch. Ve velkém sále je sousoší Óreithýe unášené Boreásem; také jsou tam zpodobeni dva koně indického chovu, oba tak podivuhodného zbarvení, že je nelze ani popsat; byli kdysi darováni císaři, ale pak uhynuli. Jeden z nich byl bělavý, druhý světle pískové barvy přecházejíc do zvláštních barevných odstínů. V přízemních arkádových ochozech letohrádku je vidět nespočet sfér, glóbů, astrolábů, kvadrantů a tisícero dalších matematických přístrojů, vesměs z bronzu a cínu a úžasné velikosti. Jsou tam analemnata, kvadranty, sférické triangly, dioptria a Ptolemaiova měřítka k přesnému stanovení výšky, vzdálenosti a konstelace Slunce a hvězd. Jsou dělena na mnoho menších dílů a na šedesátinné stupně. Také jsou tam mnohé pomůcky na měření váhy. To vše bylo zhotoveno za času velkého Tychona Brahe, dánského matematika, jehož císař hostil po určitou dobu. V Praze konal Brahe svá zajímavá a přesná astronomická pozorování a zde také před několika lety zemřel. V jedné místnosti letohrádku lze spatřit jeho portrét, na němž je vyobrazen s Euklidovou bustou v ruce; dále jsou u jednoho z těch velkých instrumentů podobizny španělského krále Alfonse X., Karla V., Rudolfa II. a Fridricha II., krále dánského. Jsou tu také zpodobněni Ptolemaios, Albategnius [arabský astronom Al Batani], Koperník a sám Tycho. | “ |
| — Pierre Bergeron | |   |

## Ikonografie
Sochařská výzdoba je bohatá počtem reliéfů, rozsahem, řemeslnou kvalitou zpracování i ikonografickým programem, v zaalpském prostředí unikátně dochovaná. Představuje oslavu Ferdinanda I. Habsburského jako nastolitele nového zlatého věku, mírotvorce a hlavu Svaté říše římské.
Ikonografický program výzdoby letohrádku je poměrně složitý. Reliéfy na soklech sloupů v nároží budovy zobrazují Herkulovy hrdinské činy. Nad nimi jsou umístěny znaky všech Ferdinandových držav a také Svaté říše římské. Výjevy severního průčelí zobrazují řadu postav antické historie při konání hrdinských činů, zjevně jako předobrazy moudrého panovníka. Reliéfy jsou přitom uspořádány v chronologickém pořadí, takže je lze chápat i jako vylíčení dějin antického světa. Ferdinanda mají zjevně představit nejen jako pokračovatele těchto hrdinů, ale také jako znalce antických dějin.
Také reliéfy západního průčelí zobrazují antické hrdiny. Řada z nich je navíc zobrazena přímo s rysy Ferdinanda I. a v neantických úborech. Jsou na nich zobrazeny mj. výjevy z života Alexandra Makedonského, Iásónova cesta Argonautů za zlatým rounem, příběhy posledního trojského hrdiny Aenea, a také výjevy zachycující antická božstva, například Apollóna, Merkura či Jupitera. I zde ikonografie jednak líčí dějiny (antického) světa, a zároveň je různým způsobem aktualizuje. Iásonův příběh například odkazuje k Řádu zlatého rouna, nejvyššího ocenění raně novověké katolické Evropy, udělovaného za pěstování katolické víry, ochranu církve a zachovávání neposkvrněnosti rytířské cti. Tento řád je ostatně ve výzdobě letohrádku opakovaně připomínán i přímo, především v balustrádě ochozu terasy prvního patra, jejíž výplně jsou pojaty jako jednotlivé zvětšené články řádového řetězu. Samotný Ferdinand je v reliéfech zobrazován jako Aeneas, mytický zakladatel římského národa a nastolitel zlatého věku. Pozoruhodný je z tohoto hlediska především reliéf, interpretovaný tradičně jako předávání dobudovaného letohrádku Ferdinandem I. jeho manželce Anně Jagelonské, podle nového výkladu ovšem zobrazující Ferdinanda jako Aenea a Annu jako Lavinii, dceru krále Latina. Vergiliem v Aeneidě zpracovaný příběh, líčící mytický vznik římského národa svazkem etruské princezny a posledního žijícího trojského hrdiny, ukazuje sňatek „cizince“ Ferdinanda Habsburského s „místní“ princeznou Annou Jagellonskou jako počátek nového Zlatého věku, přičemž zároveň odkazem k antickému příběhu legitimizuje Ferdinandovo dosti nepevné postavení, neboť se českým panovníkem stal právě jako manžel Anny Jagelonské. Ne vždy ideálního vztahu obou habsburských bratrů, císaře Karla V. a jeho nástupce, císaře Ferdinanda I., se pak dotýká reliéf umístěný v nade dveřmi letohrádku, neboť zobrazuje setkání Jákoba s Ezauem.
Reliéfy jižní a východní strany letohrádku zobrazují především výjevy z mytického Zlatého věku a dále důležité události afrického tažení Karla V., které jej ukazuje jako bojovníka s nepřáteli křesťanství.

## Mýtus královny Anny
Přestože byl letohrádek od počátku prováděn podle rozkazů a pro potřeby Ferdinanda I. Habsburského jako přímá součást jeho panovnické reprezentace, došlo v 19. století k všeobecnému rozšíření dodnes dosti houževnatě přetrvávající představy, že byl vybudován pro Ferdinandovu manželku Annu Jagellonskou. Tato historickými prameny zcela neodůvodněná představa dokonce určila hojně užívané označení stavby (Letohrádek královny Anny). Důvodem této legendy bylo to, že Anna nebyla příslušnicí tehdy českými obrozenci nenáviděného a odmítaného habsburského rodu, nýbrž polských Jagellonců, chápaných tehdy jako slovanský šlechtický rod. Kořenem této legendy bylo už od 16. století tradované přesvědčení o lidumilnosti Anny Jagelonské, která prý, na rozdíl od svého krutého a chladného, Čechy nenávidějícího manžela Ferdinanda I., měla mít příslušníky českého národa ve značné oblibě. Její předčasná smrt na počátku roku 1547 byla legendicky spojována s údajně velmi krutým potlačením prvního stavovského odboje, proběhlého téhož roku. Dle této legendy dokonce Anna svého manžela Ferdinanda I. za Čechy orodovala ještě na své smrtelné posteli.
Tento nacionalistický podtón byl důvodem pro později realizovanou snahu vytvořit z letohrádku jakousi "českou Valhallu", oslavující cyklem historických nástěnných maleb český národ a jeho slavné dějiny. V rámci protiněmeckých nálad bylo zdůrazňováno také to, že jde o přímý a Němci neovlivněný import italské renesanční architektury, přičemž stavba měla být vzorem pro další české renesanční stavby a jako taková i předobrazem v druhé polovině 19. století výrazně prosazované "české renesance". Z tohoto důvodu podoba letohrádku výrazně ovlivnila například i podobu Národního divadla, přičemž toto ovlivnění je na dochované první Zítkově skice budovy Národního divadla ještě patrnější než na realizované stavbě. Královna Anna v Letohrádku posloužila také jako námět romantických literárních děl, například Zeyerova eposu Olgerd Gejštor.

## Národní obrození
Až koncem 30. let 19. století pražský purkrabí Karel Chotek využil myšlenku na veřejné využití budovy a oslovil proto císaře Ferdinanda I. Dobrotivého. Jeho zásahem vydal Nejvyšší hofmistr dne 30. dubna 1839 povolení přestavět letohrádek na obrazárnu. Stavební oddělení hradního hejtmanství zadalo projekt na rekonstrukci budovy a uhradilo náklady na opravu. Letohrádek byl v letech 1843 - 1847 opraven, z kamenných reliéfů zhotoveny sádrové odlitky, jež se zčásti dostaly do Lapidária Národního muzea a do Obrazárny vlasteneckých přátel umění. Interiéry byly poměrně razantně přestavěny. Změněna byla místa všech vstupů do budovy, byla vybourána původní střední chodba i navazující schodiště a v prostoru zrušené dvojice čtvercových sálů, situovaných v severní části budovy v přízemí a patře nad sebou, bylo pro změnu vybudováno dodnes existující mohutné reprezentativní dvojramenné schodiště podle návrhu významného architekta historismu Bernharda Grubera.
Nejvyšší purkrabí Království českého Karel Chotek se dohodl se Společností vlasteneckých přátel umění v Čechách, že provede malířskou výzdobu na vlastní náklady. Společnost vlasteneckých přátel umění a navrhla Vlasteneckou galerii, jako "vlastenecké muzeum na památku velkých mužů Čech". Historická témata pro soubor nástěnných maleb vypracoval v roce 1847 František Palacký. Tento seznam námětů byl 8. března 1849 předložena ke schválení císaři Františku Josefovi I., který témata dne 14. března 1849 schválil. Následně začali Rubenovi žáci na Pražské akademii malby připravovat. V roce 1851 se ale císař k seznamu námětů vrátil a zamítl šest z navržených témat: Král Přemysl II. Otakar se loučí s Prahou, Mistr Jan Hus na koncilu v Kostnici, Bitva u Domažlic, Uzavření Kompaktát, Stavovská svatováclavská smlouva 1517 a Odchod exulantů z Čech 1627. Císař původně navrženou koncepci podle Františka Palackého označil za "protihabsburskou". Dne 29. ledna 1852 předložila Společnost nový seznam, tentokrát již bez souhlasu Františka Palackého. Císař schválil až 2. ledna 1856 pouze dva nové náměty. Dne 27. ledna 1857 byl podáno dalších šest námětů, které císař tentokrát schválil obratem.
Společností vlasteneckých přátel umění v Čechách vyzvala malíře Christiana Rubena aby vypracoval návrhy maleb. Hlavní sál byl v letech 1850-1866 vymalován 12 historickými výjevy z českých dějin.  Podle návrhu malíře Christiana Rubena z let 1852-1853 je provedl kolektiv jeho žáků z Akademie výtvarných umění v Praze:
- Josef Matyáš Trenkwald: Karel IV. v roce 1348 zakládá pražskou univerzitu; Bitva u Lipan roku 1434
- Karel Javůrek: Křest knížete Bořivoje sv. Metodějem,
- Emil Johann Lauffer: Císař Rudolf II. ve společnosti svých dvořanů roku 1591 obdivuje torzo antické sochy Illionea
- Antonín Lhota
- Johann Till mladší
- Karel Svoboda: Smrt Václava IV., Korunovace císaře Albrechta II. českým králem; Císař Josef II.

Kompoziční skici provedli Christian Ruben, Karel Svoboda a Josef Matyáš Trenkwald, kartony vypracoval: Josef Matyáš Trenkwald, vlastní malby pak provedli: Antonín Lhota, Karel Svoboda, Josef Matyáš Trenkwald, Emil Johann Lauffer a Johann Till mladší. Malby byly dokončeny v letech 1965-66, další práce na přeměnu letohrádku ve vlasteneckou galerii ale nepokračovaly. Pozornost vlasteneckých kruhů se obrátila ke stavbě Národního divadla a Národního muzea a o letohrádek již nebyl zájem.

### Seznam realizovaných nástěnných maleb
- Uvedení křesťanství do Čech Bořivojem, Svatoplukem a Metodějem roku 871 (Křest knížete Bořivoje), realizace: 1851-1853
- Zavraždění sv. Václava roku 936, 1951-1853
- Vjezd Břetislava I. s ostatky sv. Vojtěcha do Prahy roku 1039, 1951-1853
- Korunovace knížete Vratislava II. na českého krále roku 1086, 1853-1854
- Vladislav se vzdává české koruny ve prospěch svého bratra Přemysla I. Otakara roku 1197, 1853-1854
- Král Václav I. zavádí v Čechách první turnaje roku 1230, 1856
- Přemysl II. Otakar obrací na křesťanství pohanské Prusy
- Založení pražské univerzity císařem Karlem IV. roku 1348, 1856
- Bitva u Lipan roku 1434, 1862
- Korunovace císaře Albrechta I. na českého krále roku 1438, 1864-1865
- Císař Rudolf II. přihlíží umístění slavné antické sochy Ílionea ve svém muzeu, 1576-1611, 1866
- Obrana Prahy proti Švédům roku 1648, 1864-1865
- Císař Josef II. v Praze za hladu roku 1771, 1858
- Císař Leopold II. na slavnostním zasedání Společnosti nauk roku 1791, 1864-1865[21]

Malby byly v 50.-90. letech 20. století zakryty a poškozeny. 

## 21. století
Výstavním účelům letohrádek slouží od poloviny 20. století dodnes. Při rekonstrukci na konci osmdesátých let dvacátého století vypukl roku 1989 v krovu budovy požár, při němž byla výrazně poškozena konstrukce krovu a dále měděná krytina střechy. Kompletní rekonstrukce budovy včetně sochařské a malířské výzdoby proběhla v letech 2004 - 2008.